# Live aus Berlin
"Live aus Berlin" é o primeiro álbum ao vivo da banda alemã Rammstein, foi gravado nos dias 22 e 23 de agosto de 1998 no Parkbühne Wuhlheide em Berlim, e lançado no dia 31 de agosto de 1999 em CD, 13 de setembro de 1999 em VHS e 26 de novembro de 1999 em DVD. Em março de 2020 foi relançado em DVD, incluindo a performance de "Bück dich", que até então só existia na versão em VHS.

## Gravação
Depois de várias centenas de shows ao redor do mundo, o Rammstein decidiu gravar um álbum ao vivo depois de apenas dois álbuns de estúdio. Berlim foi escolhido para a gravação, pois a banda se formou naquela cidade. O álbum foi gravado em duas noites, 22 e 23 de agosto de 1999 e contou com mais de 40 mil espectadores.
Para algumas edições de coro e plateia, a Motor Music convidou 200 fãs de Berlim, e dos dias 24 a 26 de outubro de 1998, os fãs estavam cantando e aplaudindo, o melhor que podiam.

## Capa do álbum
| Críticas profissionais | Críticas profissionais |
| Avaliações da crítica  | Avaliações da crítica  |
| Fonte                  | Avaliação              |
| ---------------------- | ---------------------- |
| Allmusic               | [ 1 ]                  |
| Rolling Stone          | [ 2 ]                  |

A banda foi criticada pela escolha da capa do álbum, segundo a imprensa, seria porque no fundo se viam colunas, que lembravam os edifícios do Nacional Socialismo. Além disso, os seis músicos Rammstein em ternos pretos estavam em primeiro plano, enquanto escutavam em parte muito atentamente um pequeno rádio. A imagem da capa foi registrada por Olaf Heine, fotógrafo de longa data do Rammstein.

## Faixas
O álbum foi lançado em duas versões. Além da edição padrão, que contém 15 músicas, também há uma edição limitada com 2 CDs, sendo 18 músicas e três vídeos do show. A edição padrão também foi lançada em fita cassete.

### Edição padrão
| N.º            | Título                                   | Duração |  |
| 1.             | "Spiel mit mir"                          | 5:22    |  |
| 2.             | "Bestrafe mich"                          | 3:49    |  |
| 3.             | "Weißes Fleisch"                         | 4:35    |  |
| 4.             | "Sehnsucht"                              | 4:25    |  |
| 5.             | "Asche zu Asche"                         | 3:24    |  |
| 6.             | "Wilder wein"                            | 5:17    |  |
| 7.             | "Heirate mich"                           | 6:16    |  |
| 8.             | "Du riechst so gut"                      | 5:24    |  |
| 9.             | "Du hast"                                | 4:27    |  |
| 10.            | "Bück dich"                              | 5:57    |  |
| 11.            | "Engel" (Part. Christiane "Bobo" Hebold) | 5:57    |  |
| 12.            | "Rammstein"                              | 5:29    |  |
| 13.            | "Laichzeit"                              | 5:14    |  |
| 14.            | "Wollt ihr das Bett in Flammen sehen?"   | 5:52    |  |
| 15.            | "Seemann"                                | 6:54    |  |
| Duração total: | Duração total:                           | 78:22   |  |

### Edição limitada

#### CD 1
| N.º            | Título              | Duração |  |
| 1.             | "Spiel mit mir"     | 6:09    |  |
| 2.             | "Herzeleid"         | 3:57    |  |
| 3.             | "Bestrafe mich"     | 3:48    |  |
| 4.             | "Weißes Fleisch"    | 4:36    |  |
| 5.             | "Sehnsucht"         | 4:25    |  |
| 6.             | "Asche zu Asche"    | 3:24    |  |
| 7.             | "Wilder wein"       | 5:57    |  |
| 8.             | "Klavier"           | 4:50    |  |
| 9.             | "Heirate mich"      | 7:47    |  |
| 10.            | "Du riechst so gut" | 5:25    |  |
| 11.            | "Du hast"           | 4:36    |  |
| 12.            | "Bück dich"         | 6:03    |  |
| Duração total: | Duração total:      | 60:45   |  |

#### CD 2
| N.º            | Título                                   | Duração |  |
| 1.             | "Engel" (Part. Christiane "Bobo" Hebold) | 6:31    |  |
| 2.             | "Rammstein"                              | 5:42    |  |
| 3.             | "Tier"                                   | 3:42    |  |
| 4.             | "Laichzeit"                              | 5:13    |  |
| 5.             | "Wollt ihr das Bett in Flammen sehen?"   | 6:15    |  |
| 6.             | "Seemann"                                | 9:56    |  |
| 7.             | "Tier" (Video)                           | 3:52    |  |
| 8.             | "Asche zu Asche" (Video)                 | 3:42    |  |
| 9.             | "Wilder wein" (Video)                    | 5:27    |  |
| Duração total: | Duração total:                           | 50:32   |  |

### DVD
| N.º            | Título                                                                                    | Duração |  |
| 1.             | "Spiel mit mir"                                                                           | 6:20    |  |
| 2.             | "Herzeleid"                                                                               | 3:58    |  |
| 3.             | "Bestrafe mich"                                                                           | 3:51    |  |
| 4.             | "Weißes Fleisch"                                                                          | 4:34    |  |
| 5.             | "Sehnsucht"                                                                               | 4:25    |  |
| 6.             | "Asche zu Asche"                                                                          | 3:26    |  |
| 7.             | "Wilder wein"                                                                             | 5:58    |  |
| 8.             | "Klavier"                                                                                 | 4:49    |  |
| 9.             | "Heirate mich"                                                                            | 7:48    |  |
| 10.            | "Du riechst so gut"                                                                       | 5:24    |  |
| 11.            | "Du hast"                                                                                 | 4:34    |  |
| 12.            | "Bück dich" (Presente apenas nas versões VHS sem censura e o relançamento de 2020 do DVD) | 5:48    |  |
| 13.            | "Engel" (Part. Christiane "Bobo" Hebold)                                                  | 6:33    |  |
| 14.            | "Rammstein"                                                                               | 5:43    |  |
| 15.            | "Tier"                                                                                    | 3:42    |  |
| 16.            | "Laichzeit"                                                                               | 5:15    |  |
| 17.            | "Wollt ihr das Bett in Flammen sehen?"                                                    | 6:23    |  |
| 18.            | "Seemann"                                                                                 | 8:26    |  |
| Duração total: | Duração total:                                                                            | 96:55   |  |

- A versão para DVD ainda inclui uma entrevista de 1997 com os membros da banda discutindo o Rammstein em geral; uma seção multi-camera das músicas "Tier", "Du hast" e "Rammstein", mostrando apenas as guitarras e baixo, teclado e bateria e vocalista; Também há um quiz de duas fases acessível apenas por computador, o quiz é de conhecimentos gerais sobre a banda, e ao final do quis, um link é disponibilizado para download de um protetor de tela do Rammstein, porém, a página de download não está mais em funcionamento.

- Ao inserir o número "23" em qualquer parte do menu inicial do DVD é tocado o videoclipe de "Stripped", cover do Depeche Mode.

## Histórico de lançamento
| Data                   | Gravadora   | Formato           | Catálogo                        |
| ---------------------- | ----------- | ----------------- | ------------------------------- |
| 31 de agosto de 1999   | Motor Music | CD, Cassete       | 547 590-2, 547 593-2, 547 590-4 |
| 13 de setembro de 1999 | Motor Music | VHS               | 061 664-3                       |
| 26 de novembro de 1999 | Motor Music | DVD               | 061 071-2                       |
| 27 de março de 2020    | Vertigo     | DVD (sem censura) | 475 317-7                       |

## Desempenho nas paradas
| Paradas (1999)                        | Posição |
| ------------------------------------- | ------- |
| Áustria (Ö3 Austria Top 40)           | 2       |
| Países Baixos (Dutch Charts)          | 43      |
| Finlândia (Suomen virallinen lista)   | 35      |
| Alemanha (Offizielle Deutsche Charts) | 1       |
| Nova Zelândia (RMNZ)                  | 46      |
| Noruega (VG-lista)                    | 29      |
| Suécia (Sverigetopplistan)            | 42      |
| Suíça (Schweizer Hitparade)           | 8       |
| Estados Unidos (Billboard 200)        | 179     |

| Paradas (2004)              | Posição |
| --------------------------- | ------- |
| Bélgica (Ultratop Flandres) | 93      |

| Paradas (2005) | Posição |
| -------------- | ------- |
| França (SNEP)  | 97      |

### Paradas de fim de ano
| Paradas (1999)                 | Posição |
| ------------------------------ | ------- |
| Alemanha (German Albums Chart) | 60      |